# Ernst Bollmann
Ernst Bollmann (nascido em 12 de fevereiro de 1899 em Duisburg; morreu em 1974 em Moers) foi um político alemão. Ele era membro do Partido Nazi (NSDAP).